# SN 1999cg
SN 1999cg – supernowa typu Ia odkryta 15 kwietnia 1999 roku w galaktyce A124317+7613. W momencie odkrycia miała maksymalną jasność 19,20m.